# Grand Prix Argentiny 1957
Grand Prix Argentiny 1957 (V Gran Premio de la Republica Argentina), úvodní závod 8. ročníku mistrovství světa vozů Formule 1 se jako 57. velká cena uskutečnil na okruhu v Autódromo Oscar Alfredo Gálvez (Buenos Aires) 13. ledna 1957.
- 100 kol × 3,912 km = 391,200 km
- 57. Grand Prix
- 21. vítězství pro Juana Manuela Fangia
- 6. vítězství pro Maserati
- 23. vítězství pro Argentinu
- 8. vítězství pro vůz se startovním číslem 2

## Průběh závodu
|Juan Manuel Fangio všechny překvapil, když na konci roku 1956 odešel od Ferrari a podepsal smlouvu s Maserati. V průběhu sezóny se ukázalo, že Maserati 250F je ve vynikající formě. Na startu Grand Prix Argentiny se sešly jen dvě značky a to již zmiňované Maserati a jeho největší konkurent Ferrari. Za Maserati se na start GP Argentiny postavili také Stirling Moss, Jean Behra a Harry Schell.
V kvalifikaci si nejlépe vedl Stirling Moss a postavil se tak do první řady následován Fangiem, Behrou a Castellottiho Ferrarim. Nejlépe odstartoval Behra, zatímco Moss se potýkal s poskakujícím Maserati a zamířil rovnou do boxu. Na čele závodu se mezitím o čelní pozici přetahoval Castellotti s Behrou. Výborně odstartoval i Collins a ve třináctém kole se dokonce dostal přes Behru do vedení, ale v 26 kole ho zradila spojka a tak musel zamířit k mechanikům. Fangio se Colinsovým odstoupením dostal do čela závodu a vedení si udržel až do konce. Mladý a nadějný Eugenio Castellotti se stal jediným vážným soupeřem dvojice Fangio-Behra. Stíhací jízda pro něj skončila 24 kol před cílem, kdy jej postihl defekt kola. Šlo o jeho poslední Grand Prix, o dva měsíce později zahynul při testování Ferrari v Modeně.
Pátý v cíli je další Argentinec José Froilán Gonzáles, který se střídal s Portugalcem Alfonso de Portagem, který již v květnu téhož roku stál na startu slavné Mille Miglia, kde 13 mil před koncem nezvládl svůj vůz a zabil 11 diváků i sám sebe. Grand Prix Argentiny vyzněla zcela jednoznačně pro vozy Maserati, které obsadily první čtyři místa v cíli.

## Výsledky

### Pořadí v cíli
| Pozice | Jezdec                                          | Vůz           | Čas       |
| ------ | ----------------------------------------------- | ------------- | --------- |
| 1      | Juan Manuel Fangio                              | Maserati 250F | 3:00'55.9 |
| 2      | Jean Behra                                      | Maserati 250F | á 0:18.3  |
| 3      | Carlos Menditeguy                               | Maserati 250F | á 1 kolo  |
| 4      | Harry Schell                                    | Maserati 250F | á 2 kola  |
| 5      | Alfonso de Portago José Froilán González        | Ferrari 801   | á 2 kola  |
| 6      | Peter Collins Wolfgang von Trips Cesare Perdisa | Ferrari 801   | á 2 kola  |
| 7      | Jo Bonnier                                      | Maserati 250F | á 5 kol   |
| 8      | Stirling Moss                                   | Maserati 250F | á 7 kol   |
| 9      | Alejandro de Tomaso                             | Ferrari 500   | á 9 kol   |
| 10     | Luigi Piotti                                    | Maserati 250F | á 10 kol  |
| Kolo   | Odstoupili                                      | -             | -         |
| 75     | Eugenio Castellotti                             | Ferrari 801   | Kolo      |
| 35     | Mike Hawthorn                                   | Ferrari 801   | Spojka    |
| 31     | Luigi Musso                                     | Ferrari 801   | Spojka    |
| 26     | Peter Collins                                   | Ferrari 801   | Spojka    |

### Nejrychlejší kolo
- Stirling Moss 1:44"7 Maserati – 134,510 km/h
- 7. nejrychlejší kolo Stirlinga Mosse
- 12. nejrychlejší kolo pro Maserati
- 8. nejrychlejší kolo pro Velkou Británii
- 6. nejrychlejší kolo pro vůz se startovním číslem 4

### Vedení v závodě
| Kola          | km        | Jezdec              | %    |
| 1.–2. kolo    | 7,824 km  | Jean Behra          | 2 %  |
| 3.–8. kolo    | 23,472 km | Eugenio Castellotti | 6 %  |
| 9.–12. kolo   | 15,648 km | Jean Behra          | 4 %  |
| 13.–25. kolo  | 50,856 km | Peter Collins       | 13 % |
| 26.–80. kolo  | 215.16 km | Juan Manuel Fangio  | 55 % |
| 81. kolo      | 3,912 km  | Jean Behra          | 1 %  |
| 82.–83. kolo  | 7,824 km  | Juan Manuel Fangio  | 2 %  |
| 84. kolo      | 3,912 km  | Jean Behra          | 1 %  |
| 85.–100. kolo | 62,592 km | Juan Manuel Fangio  | 16 % |
| ------------- | --------- | ------------------- | ---- |

|  | EC | JB | Collins | Fangio |  |  |  |  |
|  | -- | -- | ------- | ------ |  |  |  |  |

### Postavení na startu
- Stirling Moss Maserati 1'42.6
- 3. pole positions Stirlinga Mosse
- 5. pole positions pro Maserati
- 3. pole positions pro Velkou Británii
- 5. pole positions pro vůz se startovním číslem 4

| 1. řada | 4                                  |                              | 3                                    |                            | 2                                  |                                    | 1                                 |
|         | Eugenio Castellotti Ferrari 1'44.2 |                              | Jean Behra Maserati 1'44.0           |                            | Juan Manuel Fangio Maserati 1'43.7 |                                    | Stirling Moss Maserati 1'42.6     |
| 2. řada |                                    | 7                            |                                      | 6                          |                                    | 5                                  |                                   |
|         |                                    | Mike Hawthorn Ferrari 1'44.8 |                                      | Luigi Musso Ferrari 1'44.8 |                                    | Peter Collins Ferrari 1'44.6       |                                   |
| 3. řada | 11                                 |                              | 10                                   |                            | 9                                  |                                    | 8                                 |
|         | Cesare Perdisa Ferrari 1'48.6      |                              | José Froilán González Ferrari 1'46.8 |                            | Harry Schell Maserati 1'46.4       |                                    | Carlos Menditeguy Maserati 1'45.1 |
| 4. řada |                                    | 14                           |                                      | 13                         |                                    | 12                                 |                                   |
|         |                                    | Luigi Piotti Maserati 1'58.2 |                                      | Jo Bonnier Maserati 1'58.2 |                                    | Alejandro de Tomaso Ferrari 1'56.1 |                                   |

### Zajímavosti
- Do své premiérové GP startoval Alejandro de Tomaso.
- 50 GP absolvoval Juan Manuel Fangio
- 25 GP odjel Peter Collins
- Juan Manuel Fangio stanovil nové rekordy, startoval v 50 GP, 30x dokončil na pódiu, 34 x bodoval, 21x zvítězil a 1133 kol jezdil v čele.

| Pole position | Vítězství          | Nej. kolo     |
| Stirling Moss | Juan Manuel Fangio | Stirling Moss |
| Maserati 250F | Maserati 250F      | Maserati 250F |
| 1'42.6        | 3:00'55.9          | 1'44.7        |
| 137,263 km/h  | 129,729 km/h       | 134,510 km/h  |
| ------------- | ------------------ | ------------- |

### Stav MS
- Zelená – vzestup
- Červená – pokles

| * | Jezdec                | Body |
| - | --------------------- | ---- |
| 1 | Juan Manuel Fangio    | 8    |
| 2 | Jean Behra            | 6    |
| 3 | Carlos Menditeguy     | 4    |
| 4 | Harry Schell          | 3    |
| 5 | Alfonso de Portago    | 1    |
| 6 | José Froilán González | 1    |
| 7 | Stirling Moss         | 1    |

| * | Stát           | Body |
| - | -------------- | ---- |
| 1 | Argentina      | 13   |
| 2 | Francie        | 6    |
| 3 | USA            | 3    |
| 5 | Španělsko      | 1    |
| 6 | Velká Británie | 1    |